# オーボエ四重奏曲 (モーツァルト)
オーボエ四重奏曲 ヘ長調 K. 370 (368b) は、ヴォルフガング・アマデウス・モーツァルトが1781年に作曲した独奏オーボエと弦楽のための四重奏曲である。出版は1802年になってからであり、モーツァルトの管楽器を伴う室内楽曲の一つとして親しまれており、また、古今のオーボエと弦楽のための室内楽曲の、代表的な曲の一つでもある。

## 概要
モーツァルトはオペラ『イドメネオ』K. 366の上演のため、1780年11月から1781年3月までミュンヘンに滞在した。その間に、当代きってのオーボエ奏者フリードリヒ・ラム（1744 - 1811年）のために書かれたのがこの四重奏曲である。
ラムとモーツァルトは1777年、モーツァルトがマンハイムに滞在していた頃からの友人であり、1778年2月にはモーツァルトは、ラムの演奏する『オーボエ協奏曲 ハ長調 K. 314 (285d)』（1777年、ジュゼッペ・フェルレンディスのために作曲）を聴いて感心したという書簡を、父親のレオポルト・モーツァルトに送っている。当時ラムはマンハイム宮廷楽団の奏者をしていたが、そのあと、領主カール・テオドール選帝侯に従ってミュンヘンに移ってきていたため、ミュンヘンを訪れたモーツァルトとラムは旧交を温めることになったのである。

## 編成
オーボエ1、ヴァイオリン1、ヴィオラ1、チェロ1。

## 構成
- 第1楽章 アレグロ
ヘ長調、4分の4拍子、ソナタ形式。

晴れやかな主題によるソナタ形式。
- 第2楽章 アダージョ
ニ短調、4分の3拍子。
細やかな表情に富んだ哀切な緩徐楽章である。わずか37小節の曲である。
- 第3楽章 ロンドー：アレグロ
ヘ長調、8分の6拍子、ロンド形式。
躍動感を持った協奏的ロンドであり、オーボエの技巧が華やかに展開される。